# Саэнс, Бенджамин Алире
Бе́нджамин Али́ре Са́энс (англ. Benjamin Alire Sáenz; род. 16 августа 1954, Олд-Пикачо, округ Донья-Ана, штат Нью-Мексико, США) — американский поэт и писатель мексиканского происхождения, автор книг для детей и юношества. Лауреат многочисленных литературных премий, среди которых Американская книжная премия за 1992, 2004 и 2009 годы, Американская литературная премия ПЕН/Фолкнер за 2013 год.

## Биография
Родился 16 августа 1954 года в Олд-Пикачо в округе Донья-Ана. Он был четвёртым ребёнком из семи детей. Воспитывался на маленькой ферме около города Месилла в штате Нью-Мексико. В 1972 году окончил среднюю школу в Лас-Крусес. Осенью того же года поступил в семинарию Святого Томаса в Денвере, в штате Колорадо, которую окончил в 1977 году со степенью бакалавра гуманитарных и философских наук. В 1977—1981 годах учился в Лувенском университете в Бельгии, где изучал теологию. Несколько лет прослужил священником в Эль-Пасо, в штате Техас, прежде чем снял с себя сан и вернулся к обычной жизни.
В 1985 году продолжил образование в Техасском университете в Эль-Пасо, который окончил со степенью магистра в области творческого письма. Затем провел год в университете штата Айова в качестве аспиранта по американской литературе. В 1987 году был удостоен стипендии Стегнера. Во время учебы в Стэнфордском университете под руководством Дениз Левертов завершил работу над своей первой книгой стихов «Календарь пыли», за которую в 1992 году получил Американскую книжную премию. В 1992—1994 годах был аспирантом Стэнфордского университета. Прежде чем закончить докторскую диссертацию, вернулся на юг США. Преподавал в Техасском университете в Эль-Пасо по двуязычной программе магистратуры изящных искусств.
Его первый роман «Носи меня, как воду» был сагой, которая объединила викторианский роман и латиноамериканскую традицию магического реализма и привлекла к себе большое внимание. В 2005 году он курировал выставку фотографий Джулиана Кардона
Бенджамин Алире Саенс — открытый гомосексуал. В 2008 году, в возрасте 54 лет, он совершил каминг-аут. В интервью писатель признался, что ему было трудно примириться со своей сексуальностью из-за того, что в детстве он подвергался сексуальному насилию, и что он начал частично исследовать тему ЛГБТ в своём творчестве, чтобы помочь себе разобраться в своих проблемах и принять собственную гомосексуальность.
В «Книге о том, что осталось» (2010), ставшей его пятой книгой стихов, Саэнс описывает, как главную истину, постоянно меняющиеся воспоминания жизни. Контраст вдоль мексиканской границы между строгой красотой пустыни и жестокостью пограничной политики отражает способность человечества к щедрости и жестокости.
Он продолжает преподавать на факультете творческого письма в Техасском университете в Эль-Пасо. Вместе с Даниэлем Чаконом, на радио KTEP ведёт онлайн-шоу о писателях и литературном творчестве «Слова на проводе».
В 2013 году за сборник малой прозы «Всё начинается и заканчивается в клубе Кентукки» получил премию ПЕН / Фолкнера, став первым латиноамериканским писателем, получившим эту награду. В том же году писатель также получил две премии Лямбда в номинации Гомосексуальное мужское произведение за «Всё начинается и заканчивается в клубе Кентукки»  и номинации Произведение для детей и юношества за книгу «Аристотель и Данте открывают секреты Вселенной».

## Сочинения

### Поэтические сборники
- «Календарь пыли» (англ. Calendar of Dust, 1991);
- «Тёмные и совершенные ангелы» (англ. Dark and Perfect Angels, 1995);
- «Элегии в голубом» (англ. Elegies in Blue, 2002);
- «Мечты о конце войны» (англ. Dreaming the End of War, 2006);
- «Книга о том, что осталось» (англ. The Book of What Remains, 2010).

### Сборники рассказов
- «Цветы для сломленных» (англ. Flowers for the Broken, 1992);
- «Всё начинается и заканчивается в клубе Кентукки» (англ. Everything Begins and Ends at the Kentucky Club, 2012).

### Романы
- «Неси меня, как воду» (англ. Carry Me Like Water, 1995);
- «Дом забвения» (англ. The House of Forgetting, 1997);
- «В совершенном свете» (англ. In Perfect Light, 2008);
- «Имя на карте» (англ. Names on a Map, 2008).

### Романы для подростков
- «Сэмми и Джулиана в Голливуде» (англ. Sammy and Juliana in Hollywood, 2004);
- «Он забыл попрощаться» (англ. He Forgot to Say Goodbye, 2008);
- «Прошлой ночью я пел монстру» (англ. Last Night I Sang to the Monster, 2009);
- «Аристотель и Данте открывают секреты вселенной» (англ. Aristotle and Dante Discover the Secrets of the Universe, 2012);
- «Необъяснимая логика моей жизни» (англ. The Inexplicable Logic of My Life, 2017).

### Книги для детей
- «Подарок для папы Диего» (англ. A Gift from Papa Diego, 1999);
- «Бабушка Фина и её замечательные зонтики» (англ. Grandma Fina and Her Wonderful Umbrellas, 2001);
- «Идеальный сезон для мечты» (англ. A Perfect Season for Dreaming, 2008);
- «Пёс, который любил лепёшки» (англ. The Dog Who Loved Tortillas, 2009).

## Награды
- Стипендия Стегнера за поэзию (1987);
- Американская книжная премия (1992, 2004, 2009);
- Стипендия Ланнана[англ.] за поэзию (1993);
- Юго-западная книжная премия (1996, 2009);
- Премия Техасского института литературы в номинации «Лучшая детская книга» (2000, 2008);
- Премия Патерсона (2004, 2008);
- Премия Ханта (2004);
- Мексикано-американская книжная премия Томаса Риверы в номинации «Лучшая детская книга» (2009);
- Премия Чикагской общественной библиотеки в номинации «Самая лучшая книга для подростков» (2009);
- Премия Нью-Йоркской общественной библиотеки в номинации «Самая лучшая книга для подростков» (2009);
- Стоуноволлская книжная премия (2013);
- Премия Майкла Принца[англ.] (2013);
- Премия Пура Бельпре[англ.] (2013);
- Американская литературная премия ПЕН/Фолкнер (2013).